# Booker Prize
Der Booker Prize (bis Mai 2019 offiziell Man Booker Prize for Fiction, historisch bis 2002 Booker–McConnell Prize) ist der wichtigste britische Literaturpreis. Ausgezeichnet wird seit 1969 jährlich der beste englischsprachige Roman, der im Vereinigten Königreich veröffentlicht wurde. Von 1969 bis 2013 war die Auszeichnung Autoren aus dem Commonwealth, Nordirland, Südafrika und später auch Simbabwe vorbehalten. Seit 2018 dürfen auch in Irland veröffentlichte Romane berücksichtigt werden. Der Preisträger erhält 50.000 Pfund Sterling.

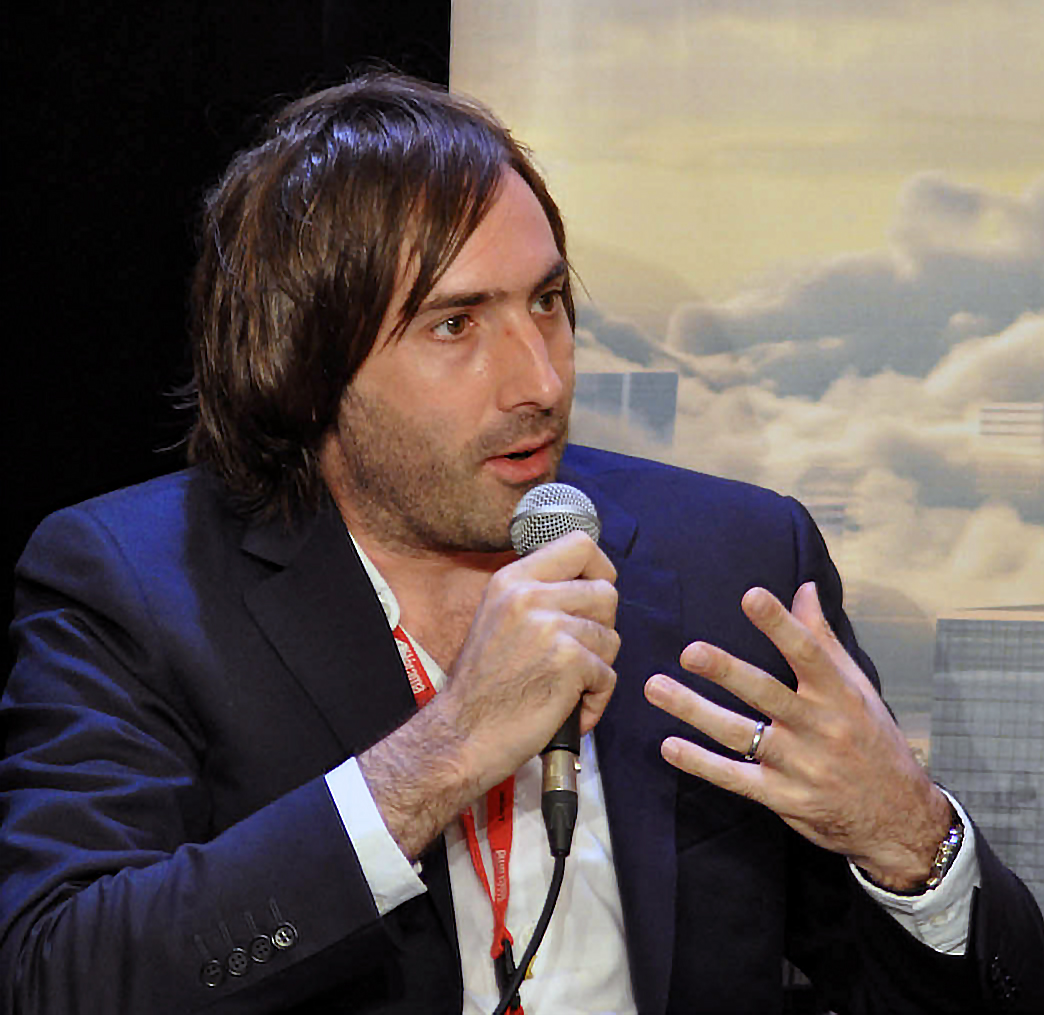
Preisträger 2023: Paul Lynch für Prophet Song

Der Preis wurde ursprünglich von der Firma Booker plc, einem britischen Lebensmittelgroßhändler, verliehen. Ab 2002 zeichnete die Stiftung Booker Prize Foundation verantwortlich für die Vergabe. Hauptsponsor war von 2002 bis 2018 die Man Group plc, die in dieser Zeit insgesamt umgerechnet etwa 28 Millionen Euro in den Literaturpreis gesteckt haben soll, bevor sie Anfang 2019 ihren Rückzug als Sponsor bekannt gab. Seit Juni 2019 finanziert die wohltätige Stiftung Crankstart des britischen Geschäftsmanns Michael Moritz und seiner Ehefrau Harriet Heyman die Vergabe des Literaturpreises. Daher wurde der Name offiziell wieder in The Booker Prize geändert.

## Strukturen
Zur Gewährleistung hoher Qualitätsstandards wird ein vergleichsweise kompliziertes Verfahren angewandt. Zunächst wird von der Bookerpreisstiftung ein Beirat berufen, der einzig die Aufgabe hat, die jedes Jahr neu zu bestimmenden Juroren zu küren. In diesem Beirat sitzen obligatorisch: ein Vertreter der Schriftsteller, zwei Verleger, ein Literaturagent, ein Buchhändler, ein Bibliothekar sowie ein Moderator und Vorsitzender aus der Stiftung selbst. Die Juroren werden ausgewählt aus den Meinungsführern der Literaturkritiker, Schriftsteller, Literaturwissenschaftler und Persönlichkeiten des öffentlichen Lebens. Mehrfache Nominierungen als Jurymitglied sind über die Jahre eher die Ausnahme als der Regelfall geblieben.

## Wirtschaftliche Bedeutung für den Buchmarkt
Durch den hohen Aufmerksamkeitswert des Preises, dessen Verleihung live im Fernsehen übertragen wird, schneiden Booker-Ausgezeichnete bereits im Sommer und erst recht im vorweihnachtlichen Buchhandel in aller Regel hervorragend ab.

## Preisträger
| Jahr | Preisträger/-in      | Titel                              | Deutscher Titel                                    |
| ---- | -------------------- | ---------------------------------- | -------------------------------------------------- |
| 1969 | Percy Howard Newby   | Something to Answer for            | —                                                  |
| 1970 | Bernice Rubens       | The Elected Member                 | —                                                  |
| 1971 | V. S. Naipaul        | In a Free State                    | In einem freien Land                               |
| 1972 | John Berger          | G                                  | G.                                                 |
| 1973 | James Gordon Farrell | The Siege of Krishnapur            | Die Belagerung von Krishnapur                      |
| 1974 | Nadine Gordimer      | The Conservationist                | Der Besitzer                                       |
| 1974 | Stanley Middleton    | Holiday                            | —                                                  |
| 1975 | Ruth Prawer Jhabvala | Heat and Dust                      | Hitze und Staub                                    |
| 1976 | David Storey         | Saville                            | —                                                  |
| 1977 | Paul Scott           | Staying On                         | Nachspiel                                          |
| 1978 | Iris Murdoch         | The Sea, the Sea                   | Das Meer, das Meer                                 |
| 1979 | Penelope Fitzgerald  | Offshore                           | Ein Hausboot auf der Themse                        |
| 1980 | William Golding      | Rites of Passage                   | Äquatortaufe                                       |
| 1981 | Salman Rushdie       | Midnight’s Children                | Mitternachtskinder                                 |
| 1982 | Thomas Keneally      | Schindler’s Ark                    | Schindlers Liste                                   |
| 1983 | J. M. Coetzee        | Life & Times of Michael K          | Leben und Zeit des Michael K.                      |
| 1984 | Anita Brookner       | Hotel du Lac                       | Hotel du Lac                                       |
| 1985 | Keri Hulme           | The Bone People                    | Unter dem Tagmond                                  |
| 1986 | Kingsley Amis        | The Old Devils                     | —                                                  |
| 1987 | Penelope Lively      | Moon Tiger                         | Moon Tiger                                         |
| 1988 | Peter Carey          | Oscar and Lucinda                  | Oscar und Lucinda                                  |
| 1989 | Kazuo Ishiguro       | The Remains of the Day             | Was vom Tage übrigblieb                            |
| 1990 | A. S. Byatt          | Possession                         | Besessen                                           |
| 1991 | Ben Okri             | The Famished Road                  | Die hungrige Straße                                |
| 1992 | Michael Ondaatje     | The English Patient                | Der englische Patient                              |
| 1992 | Barry Unsworth       | Sacred Hunger                      | Das Sklavenschiff                                  |
| 1993 | Roddy Doyle          | Paddy Clarke Ha Ha Ha              | Paddy Clarke Ha Ha Ha                              |
| 1994 | James Kelman         | How Late it was, How Late          | Spät war es, so spät                               |
| 1995 | Pat Barker           | The Ghost Road                     | Die Straße der Geister                             |
| 1996 | Graham Swift         | Last Orders                        | Letzte Runde                                       |
| 1997 | Arundhati Roy        | The God of Small Things            | Der Gott der kleinen Dinge                         |
| 1998 | Ian McEwan           | Amsterdam                          | Amsterdam                                          |
| 1999 | J. M. Coetzee        | Disgrace                           | Schande                                            |
| 2000 | Margaret Atwood      | The Blind Assassin                 | Der blinde Mörder                                  |
| 2001 | Peter Carey          | The True History of the Kelly Gang | Die wahre Geschichte von Ned Kelly und seiner Gang |
| 2002 | Yann Martel          | Life of Pi                         | Schiffbruch mit Tiger                              |
| 2003 | DBC Pierre           | Vernon God Little                  | Jesus von Texas                                    |
| 2004 | Alan Hollinghurst    | The Line of Beauty                 | Die Schönheitslinie                                |
| 2005 | John Banville        | The Sea                            | Die See                                            |
| 2006 | Kiran Desai          | The Inheritance of Loss            | Erbin des verlorenen Landes                        |
| 2007 | Anne Enright         | The Gathering                      | Das Familientreffen                                |
| 2008 | Aravind Adiga        | The White Tiger                    | Der weiße Tiger                                    |
| 2009 | Hilary Mantel        | Wolf Hall                          | Wölfe                                              |
| 2010 | Howard Jacobson      | The Finkler Question               | Die Finkler-Frage                                  |
| 2011 | Julian Barnes        | The Sense of an Ending             | Vom Ende einer Geschichte                          |
| 2012 | Hilary Mantel        | Bring up the Bodies                | Falken                                             |
| 2013 | Eleanor Catton       | The Luminaries                     | Die Gestirne                                       |
| 2014 | Richard Flanagan     | The Narrow Road to the Deep North  | Der schmale Pfad durchs Hinterland                 |
| 2015 | Marlon James         | A Brief History of Seven Killings  | Eine kurze Geschichte von sieben Morden            |
| 2016 | Paul Beatty          | The Sellout                        | Der Verräter                                       |
| 2017 | George Saunders      | Lincoln in the Bardo               | Lincoln im Bardo                                   |
| 2018 | Anna Burns           | Milkman                            | Milchmann                                          |
| 2019 | Margaret Atwood      | The Testaments                     | Die Zeuginnen                                      |
| 2019 | Bernardine Evaristo  | Girl, Woman, Other                 | Mädchen, Frau etc.                                 |
| 2020 | Douglas Stuart       | Shuggie Bain                       | Shuggie Bain                                       |
| 2021 | Damon Galgut         | The Promise                        | Das Versprechen                                    |
| 2022 | Shehan Karunatilaka  | Seven Moons of Maali Almeida       | Die sieben Monde des Maali Almeida                 |
| 2023 | Paul Lynch           | Prophet Song                       | Das Lied des Propheten                             |
| 2024 | Samantha Harvey      | Orbital                            | Umlaufbahnen                                       |

## Sonderpreise
- 1993, zum 25-jährigen Bestehen des Preises, vergab eine Jury unter Leitung Malcolm Bradburys die Auszeichnung Booker of Bookers unter allen bisherigen Booker-Preisträgern. Der Gewinner war Salman Rushdies Midnight’s Children (Mitternachtskinder), der Booker-Preisträger des Jahres 1981.[6]
- 2008 kam es unter dem Titel Best of the Booker erneut zu einer Wahl des besten Booker-Preisträgers. Eine dreiköpfige Jury um das frühere Jurymitglied Victoria Glendinning stellte unter allen bislang ausgezeichneten Romanen eine Shortlist zusammen, über die die Allgemeinheit in einer Online-Abstimmung entschied. Erneut gewann Rushdie mit Midnight’s Children:[7]

| Jahr | Best of the Booker (2008) | Titel                   | Deutscher Titel               |
| ---- | ------------------------- | ----------------------- | ----------------------------- |
| 1981 | Salman Rushdie            | Midnight’s Children     | Mitternachtskinder            |
| 1973 | J. G. Farrell             | The Siege of Krishnapur | Die Belagerung von Krishnapur |
| 1974 | Nadine Gordimer           | The Conservationist     | Der Besitzer                  |
| 1988 | Peter Carey               | Oscar and Lucinda       | Oscar und Lucinda             |
| 1995 | Pat Barker                | The Ghost Road          | Die Straße der Geister        |
| 1999 | J. M. Coetzee             | Disgrace                | Schande                       |

- Aufgrund einer Änderung bei den Vergabekriterien konnten im Jahr 1970 veröffentlichte Romane nicht für den Booker Prize nominiert werden. In einer vom 25. März bis 30. April 2010 veranstalteten öffentlichen Internetabstimmung wurde daher unter sechs auf einer Shortlist vertretenen Romane der Lost Man Booker Prize vergeben. Diesen gewann postum J. G. Farrell für Troubles, der bereits 1973 für Die Belagerung von Krishnapur einen regulären Booker Prize gewonnen hatte.
- Von Februar bis April 2011 wurde in einer Online-Abstimmung The Man Booker Best of Beryl ermittelt.[8] Zur Auswahl standen die zwischen 1973 und 1998 auf der Shortlist vertretenen Werke der britischen Schriftstellerin Beryl Bainbridge (1932–2010). Bainbridge war am häufigsten auf der Shortlist vertreten (fünfmal), ohne aber den Preis jemals zu gewinnen. Unter den nominierten Werken The Dressmaker (1973), The Bottle Factory Outing (1974, dt. Titel: Der Ausflug), An Awfully Big Adventure (1990), Every Man for Himself (1996, dt. Titel: Nachtlicht) und Master Georgie (1998, dt. Titel: Master Georgie) wählte das Internetpublikum letztgenannten Roman als bestes für den Booker Prize nominiertes Werk von Bainbridge aus.[9]
- Zum 50. Jubiläum des Preises im Jahr 2018 wurde der Golden Man Booker Prize vergeben, wobei der Gewinner in einer kombinierten Jury- und Publikumswahl ermittelt wurde. Jedem der fünf Jurymitglieder wurde ein Jahrzehnt zugewiesen – dem Autor und Herausgeber Robert McCrum (1970er-Jahre), dem Dichter Lemn Sissay (1980er-Jahre), der Romanautorin Kamila Shamsie (1990er-Jahre), dem Radiomoderator und Autor Simon Mayo (2000er-Jahre) und der Dichterin Hollie McNish (2010er-Jahre). Jedes Jurymitglied wählte unter den mit dem Booker Prize ausgezeichneten Romanen des jeweiligen Jahrzehnts das aus seiner Sicht beste Werk aus. Die Jury einigte sich auf eine Shortlist mit fünf Titeln („Golden Five“), die am 26. Mai 2018 auf dem Hay Festival bekanntgegeben wurden. Vom 26. Mai bis 25. Juni 2018 erfolgte eine Online-Abstimmung über die vorausgewählten Romane, bei der der Gewinner vom Publikum ermittelt wurde. Der mit dem Golden Man Booker Prize ausgezeichnete Roman ist The English Patient; er wurde am 8. Juli 2018 auf dem Man Booker 50 Festival bekanntgegeben.[10][11] Die nominierten Romane im Überblick:[12]

| Jahr | Golden Man Booker Prize (2018) | Titel                | Deutscher Titel       |
| ---- | ------------------------------ | -------------------- | --------------------- |
| 1992 | Michael Ondaatje               | The English Patient  | Der englische Patient |
| 1971 | V. S. Naipaul                  | In a Free State      | In einem freien Land  |
| 1987 | Penelope Lively                | Moon Tiger           | Moon Tiger            |
| 2009 | Hilary Mantel                  | Wolf Hall            | Wölfe                 |
| 2017 | George Saunders                | Lincoln in the Bardo | Lincoln im Bardo      |

## Internationale Ableger
2008 wirkte die Booker Prize Foundation in London unterstützend bei der erstmaligen Verleihung des International Prize for Arabic Fiction mit. Obwohl keine direkte Verbindung besteht, wird dieser Preis auch häufig in der Berichterstattung als „Arabischer Booker-Preis“ bezeichnet.
Von 1992 bis 2017 wurde in Russland der sogenannte Russische Booker-Preis vergeben, der – nach dem Vorbild des auf das Commonwealth bezogenen Booker Prize modelliert – jährlich für die beste Roman-Neuerscheinung in russischer Sprache ausgelobt wurde.
Von 2007 bis 2012 wurde von der Man Group für den asiatischen Raum der Man Asian Literary Prize gesponsert.